# Аллерхайлиген-им-Мюрцталь
Аллерхайлиген-им-Мюрцталь (нем. Allerheiligen im Mürztal) — коммуна (нем. Gemeinde) в Австрии, в федеральной земле Штирия.
Входит в состав округа Мюрццушлаг.  Население составляет 1972 человека (на 31 декабря 2005 года). Занимает площадь 47,17 км². Официальный код  —  61301.

## Политическая ситуация
Бургомистр коммуны — Эрих Лакнер (СДПА) по результатам выборов 2005 года.
Совет представителей коммуны (нем. Gemeinderat) состоит из 15 мест.
- СДПА занимает 11 мест.
- АНП занимает 4 места.